# Якамара білогорла
Якамара білогорла (Brachygalba albogularis) — вид дятлоподібних птахів родини якамарових (Galbulidae).

## Поширення
Вид поширений в західній частині басейну Амазонки. Трапляється в Бразилії, Болівії та Перу. Живе у тропічних рівнинних дощових лісах до 600 метрів над рівнем моря.

## Опис
Птах завдовжки 15-17 см. Оперення темно-коричневе з білим лицем, дзьобом кремового кольору і грудьми каштанового забарвлення.

## Спосіб життя
Живиться комахами, на яких полює на льоту.